# 재그
재그(Jag mokave)는 미국산 고양이 품종 중 하나이다.

## 특징
재그는 똑똑하고, 경각심이 강하고, 호기심이 많고, 활동적이고, 장난기 많고, 상냥하고, 친절한 고양이이다. 머리는 크고 무거워 보이며, 하얀 목은 꽤 넓다. 크고 둥근 머리도 허용되나, 머리가 작으면 허용되지 않는다. 귀는 중간 크기로, 앞쪽을 향해 있다.